# Omar Victor Diop
Omar Victor Diop, né en 1980 à Dakar, est un photographe portraitiste sénégalais, représentant important de la photographie africaine contemporaine.

## Biographie
Diplômé de l'École supérieure de commerce de Paris, Omar Victor Diop travaille d'abord à la communication de British American Tobacco Afrique.
En 2011, il abandonne ce poste pour se consacrer à la photographie.
Révélé aux Rencontres africaines de la photographie à Bamako en 2011 avec sa série « Le futur du beau », il élabore la série « Le studio des vanités », inspirée des portraitistes tels que Malick Sidibé, Mama Casset ou Seydou Keïta, pour dresser le portrait de jeunes africains urbains, créatiques, dynamiques.
La série « Diaspora » de 2014, exposée sur le stand de Paris Photo de la galerie Magnin-A, marque le début d'un travail sur l'histoire des Noirs, africains ou non, en Afrique et dans le Monde. Dans cette série, il se met en scène avec des autoportraits très maîtrisés, rejouant des portraits d'hommes noirs hors d'Afrique du XVe au XIXe siècle,.
L'ensemble des dix-huit photographies composant cette série est acquis par la Fondation Louis-Vuitton et présenté lors de l'exposition « Art Afrique le Nouvel Atelier », en 2017.
En 2016, Omar Victor Diop réalise les photographies des dix-huit collaborateurs africains de Pernod Ricard qui illustrent le rapport annuel l'entreprise. Le série est exposé à Paris Photo cette même année.
Il commence cette même année la série  « Liberty (Chronologie universelle de la protestation noire) ». Il présente ce travail comme « une nouvelle tentative de procéder à une narration réinventée de l’histoire du peuple noir, et partant, de l’histoire de l’humanité et celle de la notion de Liberté. »
Diop est représenté en exclusivité mondiale par la galerie Magnin-A, à Paris,.

## Expositions
(Liste non exhaustive.)
- Fondation d'entreprise Louis-Vuitton[9],[10].
- Rencontres de la photographie d'Arles, artiste présenté par Claire Jacquet[11] : Omar Victor Diop[12].
- 2015 : « Héritage », carte blanche à Omar Victor Diop[13], galerie Magnin-A, Paris[14],[15].

### Presse
- (en) Omar Victor Diop: ‘I want to reinvent the heritage of African studio photography’, The Guardian, 11 juillet 2015.
- Olivier Herviaux, « Quelques œuvres du photographe sénégalais Omar Victor Diop », sur Le Monde, 21 mars 2021 (consulté le 26 mars 2021).
- Olivier Herviaux, « Photographie : à Dakar, dans le Studio des vanités d’Omar Victor Diop », sur Le Monde, 23 mars 2021 (consulté le 26 mars 2021).